# 卢塞尔内塔
卢塞尔内塔（義大利語：Lusernetta），是意大利都灵省的一个市镇。总面积7平方公里，人口526人，人口密度75.1人/平方公里（2009年）。ISTAT代码为001140。